# 李湘 (1914年)
李湘（1914年2月—1952年7月8日），原名李湘林，又名李秀里，男，江西永新人，中国军事人物，曾任中国人民志愿军第20兵团第67代军长，是中国人民志愿军在朝鲜战争中阵亡的级别最高的军事指挥员。

## 生平
1914年2月生于江西省永新县泮中乡泮中村的农民家庭。1928年参加少年先锋队。1930年8月，中国工农红军第八次攻打吉安时，李湘参加了中国工农红军。1931年4月加入青年团，9月转为中国共产党员。曾参加第一到五次反“围剿”战斗，长征后到达陕北。1937年随部达到山西。后成为晋察冀军区第一军分区司令员。第二次国共内战时期，先后担任旅长、师长、华北军政大学高干队队长等职。1949年2月任中国人民解放军第64军191师师长。曾参加石家庄、清风店、平津等战役。
1950年8月，李湘出任中国人民志愿军第67军副军长兼参谋长。11月，被任命为67军代军长，兼唐秦警备区司令员。1951年6月，李湘进入朝鲜。8月，第67军进入朝鲜参战。10月，第67军受到志愿军总部嘉奖，李湘获朝鲜民主主义人民共和国一级国旗勋章。1952年7月，李湘因联合国军投掷的细菌弹感染发病，后转为败血症和脑膜炎，7月8日13时逝世。

## 身后
1952年12月10日，李湘灵柩由朝鲜运回中国。11日举行迎灵仪式和公祭大会。最终安葬于河北石家庄的华北军区烈士陵园内。